# キャンプ・ハロウェイ

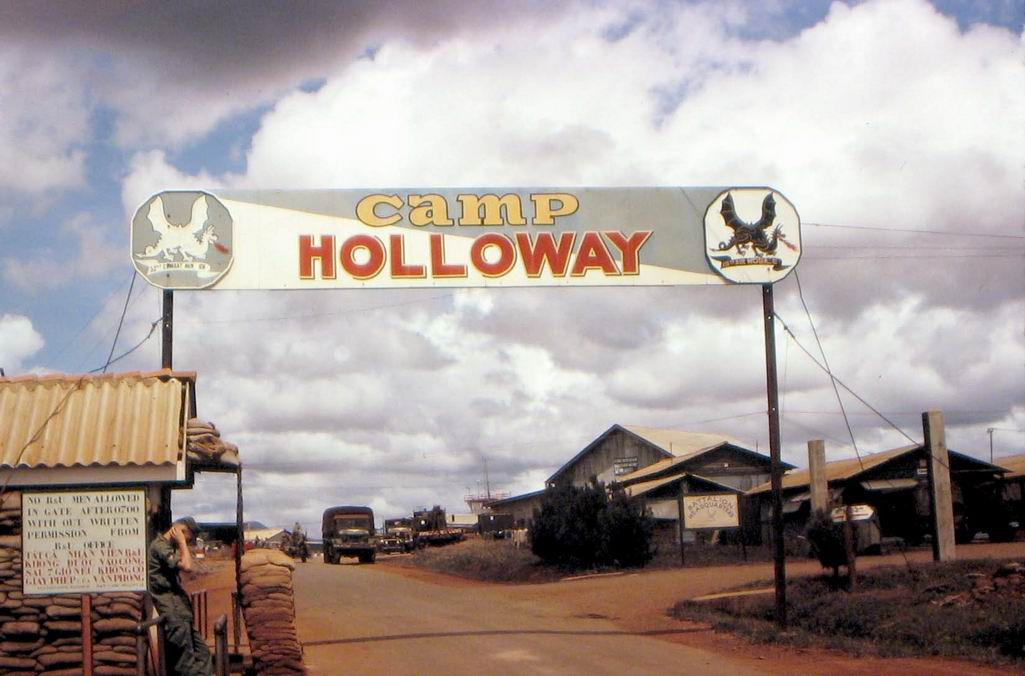
1965年撮影

キャンプ・ハロウェイ（英語: Camp Holloway）は1962年から1970年代前半まで、南ベトナムの中部高原の都市プレイクに存在したアメリカ陸軍のヘリコプター基地。基地の標高は約760mであった。

## 歴史
基地の名は、1962年12月に第81輸送中隊初の戦死者となったCH-21ヘリコプターのパイロット、チャールズ・ハロウェイ准尉にちなんで1963年につけられた。第81輸送中隊は1963年にUH-1ヘリコプターを再配備し、有名な第119攻撃ヘリコプター中隊となった。そして基地は最終的に、第1航空旅団、第17戦闘航空隊隷下の第52戦闘飛行大隊司令部を収容するため拡張された。最盛期には、UH-1攻撃ヘリコプター2個中隊、CH-47中隊、O-1偵察機中隊、CH-54中隊、そして他の支援部隊の拠点となった。
1965年2月7日早朝、南ベトナム解放民族戦線（ベトコン）による攻撃(プレイク飛行場の戦い)で、8人が戦死し108人が負傷、航空機18機が破壊された。この攻撃は北ベトナムの首都ハノイにソ連のアレクセイ・コスイギン首相が訪問している最中、また、マクジョージ・バンディ大統領補佐官とホワイトハウス・アジア問題担当局長のチェスター・クーパーがアメリカの調査団として南ベトナムの首都サイゴンに到着した翌朝の出来事であったため、アメリカはこれを北ベトナム政府からの挑発であると受け取り、リンドン・ジョンソン米大統領が北爆を決断するきっかけとなった。しかし、当時のベトナム側は前線部隊と司令部が綿密に連携するための通信能力をもっておらず、この攻撃は第五軍管区の一指揮官が独自判断で行った、わずか30名での攻撃に過ぎなかった。
1997年に初めて当時の関係者たちが集まった会議にて、当時同第五軍管区にいたダン・ブー・ヒェップ将軍は、バンディ大統領補佐官がサイゴンに来ていた事どころか、ハノイにコスイギン首相が来ていた事すら当時は知らず、プレイク攻撃自体ほとんど忘れかけていたレベルの些細な事件だったと証言、チェスター・クーパーはその事実に大きな衝撃を受けたという。